# Lijst van WWE Raw Tag Team Champions
Dit is een chronologische lijst van WWE Raw Tag Team Champions, een professioneel worstelkampioenschap van WWE die exclusief is op de Raw brand. Dit kampioenschap werd geïntroduceerd als het WWE Tag Team Championship en is de zesde tag team titel in WWE.

## Titel geschiedenis

### Namen
| Naam                              | Jaren                               |
| --------------------------------- | ----------------------------------- |
| WWE Tag Team Championship         | 20 oktober 2002 – 5 april 2009      |
| Unified WWE Tag Team Championship | 5 april 2009 – 16 augustus 2010     |
| WWE Tag Team Championship         | 16 augustus 2010 – 5 september 2016 |
| WWE Raw Tag Team Championship     | 5 september 2016 – heden            |

### Kampioenen
| Nr.            | Worstelaars                                                 | #              | Datum             | Stad                        | Evenement                          | Opmerkingen |
| -------------- | ----------------------------------------------------------- | -------------- | ----------------- | --------------------------- | ---------------------------------- | --- |
| 1              | Kurt Angle & Chris Benoit                                   | 1              | 20 oktober 2002   | Little Rock                 | No Mercy 2002                      | Angle en Benoit wonnen de toernooifinale door Edge & Rey Mysterio te verslaan.                                                                                  |
| 2              | Edge & Rey Mysterio                                         | 1              | 5 november 2002   | Manchester                  | SmackDown!                         | Dit was een Two out of Three Falls match en ze wonnen de match met 2-1.                                                                                         |
| 3              | Los Guerreros (Eddie & Chavo Guerrero)                      | 1              | 17 november 2002  | New York                    | Survivor Series 2002               | Dit was een Three Way Elimination match. |
| 4              | Team Angle (Charlie Haas & Shelton Benjamin)                | 1              | 4 februari 2003   | Philadelphia                | SmackDown!                         | |
| 5              | Eddie Guerrero (2) & Tajiri                                 | 1              | 18 mei 2003       | Charlotte                   | Judgment Day 2003                  | Dit was een Ladder match. |
| 6              | The World's Greatest Tag Team (voorheen als Team Angle)     | 2              | 1 juli 2003       | Rochester                   | SmackDown!                         | |
| 7              | Los Guerreros                                               | 2              | 16 september 2003 | Raleigh                     | SmackDown!                         | |
| 8              | The Basham Brothers                                         | 1              | 21 oktober 2003   | Albany                      | SmackDown!                         | |
| 9              | Rikishi & Scotty 2 Hotty                                    | 1              | 3 februari 2004   | Cleveland                   | SmackDown!                         | |
| 10             | Charlie Haas (3) & Rico                                     | 1              | 20 april 2004     | Kelowna                     | SmackDown!                         | |
| 11             | Dudley Boyz                                                 | 1              | 15 juni 2004      | Chicago                     | SmackDown!                         | |
| 12             | Billy Kidman & Paul London                                  | 1              | 6 juli 2004       | Winnipeg                    | SmackDown!                         | |
| 13             | René Duprée & Kenzo Suzuki                                  | 1              | 7 september 2004  | Tulsa                       | SmackDown!                         | |
| 14             | Rey Mysterio (2) & Rob Van Dam                              | 1              | 7 december 2004   | Greenville                  | SmackDown!                         | |
| 15             | The Basham Brothers                                         | 2              | 11 januari 2005   | Tampa                       | SmackDown!                         | Basham Brothers won de Four-Way Elimination match van Mark Jindrak & Luther Reigns en Booker T & Eddie Guerrero.                                                |
| 16             | Eddie Guerrero (4) & Rey Mysterio (3)                       | 1              | 20 februari 2005  | Philadelphia                | No Mercy 2005                      | |
| 17             | MNM (Joey Mercury & Johnny Nitro)                           | 1              | 18 april 2005     | New York                    | SmackDown!                         | |
| 18             | The Legion Of Doom (Road Warrior Animal & Heidenreich)      | 1              | 24 juli 2005      | Bufallo                     | The Great American Bash 2005       | |
| 19             | MNM                                                         | 2              | 25 oktober 2005   | San Francisco               | SmackDown!                         | MNM won de Four-Way match van The Mexicools en Paul Burchill & William Regal.                                                                                   |
| 20             | Batista & Rey Mysterio (4)                                  | 1              | 13 december 2005  | Springfield                 | SmackDown!                         | |
| 21             | MNM                                                         | 3              | 27 december 2005  | Montville                   | SmackDown!                         | |
| 22             | Paul London en Brian Kendrick                               | 1              | 21 mei 2006       | Phoenix                     | Judgment Day 2006                  | |
| 23             | Deuce 'n Domino (Deuce & Domino)                            | 1              | 17 april 2007     | Milaan                      | SmackDown!                         | |
| 24             | Matt Hardy & Montel Vontavious Porter                       | 1              | 28 augustus 2007  | Albany                      | SmackDown!                         | |
| 25             | John Morrison (4) en The Miz                                | 1              | 13 november 2007  | Wichita                     | SmackDown!                         | |
| 26             | Curt Hawkins en Zack Ryder                                  | 1              | 20 juli 2008      | Uniondale                   | The Great American Bash 2008       | Hawkins en Ryder wonnen de Four-Way match van Jesse en Festus en Finlay & Hornswoggle.                                                                          |
| 27             | The Colóns (Carlito & Primo)                                | 1              | 21 september 2008 | Columbus                    | SmackDown!                         | |
| 28             | Chris Jericho en Edge (2)                                   | 1              | 28 juni 2009      | Sacramento                  | The Bash                           | Edge en Chris Jericho wonnen de Triple Threat match van The Colóns en The Legacy.                                                                               |
| 29             | Jeri-Show (Chris Jericho (2) & Big Show)                    | 1              | 26 juli 2009      | Philadelphia                | Night of Champions 2009            | Na de titelwinst, liep Edge snel een blessure op en zijn titel werd vacant gesteld. Jericho wou de titel behouden en hij koos Big Show als zijn nieuwe partner. |
| 30             | D-Generation X (Triple H & Shawn Michaels)                  | 1              | 13 december 2009  | San Antonio                 | TLC: Tables, Ladders & Chairs 2009 | Dit was een Tables, Ladders and Chairs match. |
| 31             | ShoMiz (Big Show (2) & The Miz (2))                         | 1              | 8 februari 2010   | Lafayette                   | Raw                                | Big Show & The Miz wonnen de Triple Threat match van D-Generation X en Straight Edge Society (CM Punk & Luke Gallows).                                          |
| 32             | The Hart Dynasty (David Hart Smith & Tyson Kidd)            | 1              | 26 april 2010     | Richmond                    | Raw                                | |
| 33             | Cody Rhodes en Drew McIntyre                                | 1              | 19 september 2010 | Rosemont                    | Night of Champions 2010            | Cody Rhodes & Drew McIntyre won de Tag Team Turmoil match van The Hart Dynasty, The Usos, Santino Marella & Vladimir Kozlov en Evan Bourne & Mark Henry.        |
| 34             | Nexus (David Otunga en John Cena)                           | 1              | 24 oktober 2010   | Minneapolis                 | Bragging Rights 2010               | |
| 35             | Nexus (Heath Slater en Justin Gabriel)                      | 2              | 25 oktober 2010   | Green Bay                   | Raw                                | |
| 36             | Santino Marella en Vladimir Kozlov                          | 1              | 6 december 2010   | Louisville                  | Raw                                | Marella en Kozlov wonnen de Four-Way Elimination tag team match van Slater en Gabriel, The Usos en Mark Henry en Yoshi Tatsu.                                   |
| 37             | The Corre (Heath Slater (2) en Justin Gabriel (2))          | 1              | 20 februari 2011  | Oakland                     | Elimination Chamber 2011           | |
| 38             | John Cena (2) & The Miz (3)                                 | 1              | 21 februari 2011  | Fresno                      | Raw                                | |
| 39             | The Corre (Heath Slater (3) en Justin Gabriel (3))          | 2              | 21 februari 2011  | Fresno                      | Raw                                | |
| 40             | Kane & Big Show (3)                                         | 1              | 19 april 2011     | Londen                      | SmackDown                          | |
| 41             | The Nexus David Otunga (2x) & Michael McGillicutty          | 3              | 23 mei 2011       | Portland                    | Raw                                | |
| 42             | Air Boom (Evan Bourne & Kofi Kingston)                      | 1              | 22 augustus 2011  | Edmonton                    | Raw                                | |
| 43             | Primo en Epico (Primo (2) & Epico)                          | 1              | 15 januari 2012   | Oakland                     | House show                         | |
| 44             | Kofi Kingston (2) & R-Truth                                 | 1              | 30 april 2012     | Dayton                      | Raw                                | |
| 45             | Team Hell No (Kane (2) & Daniel Bryan)                      | 1              | 16 september 2012 | Boston                      | Night of Champions 2012            | |
| 46             | The Shield (Seth Rollins & Roman Reigns)                    | 1              | 19 mei 2013       | Saint Louis                 | Extreme Rules 2013                 | Dit was een Tornado tag team match. |
| 47             | Cody Rhodes (2) & Goldust                                   | 1              | 14 oktober 2013   | Saint Louis                 | Raw                                | Dit was een No Disqualification match. |
| 48             | New Age Outlaws                                             | 1              | 26 januari 2014   | Pittsburgh                  | Royal Rumble 2014                  | |
| 49             | The Usos                                                    | 1              | 3 maart 2014      | Rosemont                    | Raw                                | |
| 50             | Stardust (3) & Goldust (2)                                  | 2              | 21 september 2014 | Nashville                   | Night of Champions 2014            | |
| 51             | The Miz (4) & Damien Mizdow                                 | 1              | 23 november 2014  | St. Louis                   | Survivor Series 2014               | |
| 52             | The Usos                                                    | 2              | 29 december 2014  | Washington DC               | Raw                                | |
| 53             | Tyson Kidd (2) & Cesaro                                     | 1              | 22 februari 2015  | Memphis                     | Fastlane                           | |
| 54             | The New Day                                                 | 1              | 26 april 2015     | Rosemont                    | Extreme Rules                      | |
| 55             | Prime Time Players                                          | 1              | 14 juni 2015      | Columbus                    | Money In The Bank                  | |
| 56             | The New Day                                                 | 2              | 23 augustus 2015  | Brooklyn                    | SummerSlam                         | Na een recordtijd van 483 dagen verloor The New Day de titel.                                                                                                   |
| 57             | Sheamus en Cesaro                                           | 2              | 18 december 2016  | Pittsburgh                  | Roadblock: End of the Line         | |
| 58             | Luke Gallows & Karl Anderson                                | 1              | 29 januari 2017   | San Antonio                 | Royal Rumble 2017                  | Er waren 2 scheidsrechters aanwezig. |
| 59             | The Hardy Boyz(Jeff & Matt Hardy)                           | 1              | 2 april 2017      | Orlando                     | WrestleMania 33                    | |
| 60             | Sheamus en Cesaro                                           | 2              | 4 juni 2017       | Baltimore                   | Extreme Rules 2017                 | Dit was een Steel Cage match. |
| 61             | Dean Ambrose & Seth Rollins (2)                             | 1              | 20 augustus 2017  | Brooklyn                    | SummerSlam 2017                    | |
| 62             | Sheamus en Cesaro                                           | 3              | 6 november 2017   | Manchester                  | Raw                                | |
| 63             | Jason Jordan & Seth Rollins (3)                             | 1              | 25 december 2017  | Rosemont                    | Raw                                | |
| 64             | Sheamus en Cesaro                                           | 4              | 28 januari 2018   | Philadelphia                | Royal Rumble 2018                  | |
| 65             | Braun Strowman & Nicholas                                   | 1              | 8 april 2018      | New Orleans                 | WrestleMania 34                    | Strowman was verplicht een partner hebben, dus koos hij een de 10-jarige Nicholas.                                                                              |
| Vacant gesteld | Vacant gesteld                                              | Vacant gesteld | 9 april 2019      | New Orleans                 | Raw                                | Braun Strowman en Nicholas hebben vrijwillig de titel vacant gesteld vanwege 'planningsconflicten' waarbij Nicholas in in groep 4 zat en naar school moest.     |
| 66             | Bray Wyatt and Matt Hardy (3)                               | 1              | 27 april 2019     | Djedda, Saoedi-Arabië       | Greatest Royal Rumble              | Wonnen van Sheamus en Cesaro. |
| 67             | The B-Team (Bo Dallas & Curtis Axel (2))                    | 1              | 15 juli 2018      | Pittsburgh, Pennsylvania    | Extreme Rules 2018                 | |
| 68             | Dolph Ziggler & Drew McIntyre                               | 1              | 3 september 2018  | Columbus, Ohio              | Raw                                | |
| 69             | Dean Ambrose & Seth Rollins                                 | 2              | 22 oktober 2018   | Providence, Rhode Island    | Raw                                | |
| 70             | AOP (Akam & Rezar)                                          | 1              | 5 november 2018   | Manchester                  | Raw                                | |
| 71             | Bobby Roode & Chad Gable                                    | 1              | 10 december 2018  | San Diego, Californië       | Raw                                | 2-on-3 handicap match. |
| 72             | The Revival (Dash Wilder & Scott Dawson)                    | 1              | 11 februari 2019  | Grand Rapids                | Raw                                | |
| 73             | Curt Hawkins en Zack Ryder                                  | 2              | 7 april 2019      | East Rutherford, New Jersey | WrestleMania 35                    | |
| 74             | The Revival (Dash Wilder & Scott Dawson)                    | 2              | 10 juni 2019      | San Jose, Californië        | Raw                                | Dit was een Triple Theat match. |
| 75             | Luke Gallows & Karl Anderson                                | 2              | 29 juni 2019      | Little Rock, Arkansas       | Raw                                | Dit was een Triple Theat match. |
| 76             | Braun Strowman (2) & Seth Rollins (5)                       | 1              | 19 augustus 2019  | St. Paul, Minnesota         | Raw                                | |
| 77             | Dolph Ziggler (2) & Robert Roode (2)                        | 1              | 15 september 2019 | Charlotte                   | Clash of Champions 2019            | Robert Roode was voorheen bekend als Bobby Roode. |
| 78             | The Viking Raiders (Erik & Ivar)                            | 1              | 14 oktober 2019   | Denver, Colorado            | Raw                                | |
| 79             | Buddy Murphy/Murphy & Seth Rollins (6)                      | 1              | 20 januari 2020   | Wichita. Kansas             | Raw                                | |
| 80             | The Street Profits (Angelo Dawkins & Montez Ford)           | 1              | 2 maart 2020      | Brooklyn, New York          | Raw                                | Dit was een Last Chance match. |
| 81             | The New Day (Kofi Kingston (5) & Xavier Woods (3))          | 3              | 12 oktober 2020   | Orlando, Florida            | Raw                                | |
| 82             | The Hurt Business (Cedric Alexander & Shelton Benjamin (3)) | 1              | 20 december 2020  | St. Petersburg, Florida     | TLC 2019                           | |
| 83             | The New Day (Kofi Kingston (6) & Xavier Woods (4))          | 4              | 15 maart 2021     | St. Petersburg, Florida     | Raw                                | |
| 84             | AJ Styles & Omos                                            | 1              | 10 april 2021     | Tampa, Florida              | WrestleMania 37                    | |
| 85             | RK-Bro (Randy Orton & Riddle)                               | 1              | 21 augustus 2021  | Paradise. Nevada            | SummerSlam 2021                    | |
| 86             | Alpha Academy (Chad Gable (2) & Otis)                       | 1              | 10 januari 2022   | Philadelphia, Pennsylvania  | Raw                                | |
| 87             | RK-Bro (Randy Orton & Riddle)                               | 2              | 7 maart 2022      | Cleveland, Ohio             | Raw                                | Dit was een Triple Theat match. |

## Lijst
| Nr. | Worstelaars                                                     | # | Aantal dagen kampioen |
| --- | --------------------------------------------------------------- | - | --------------------- |
| 1.  | Paul Londen & Brian Kendrick                                    | 1 | 331                   |
| 2.  | MNM (Joey Mercury & Johnny Nitro)                               | 3 | 291                   |
| 3.  | The Colóns (Carlito & Primo)                                    | 1 | 280                   |
| 4.  | John Morrison & The Miz                                         | 1 | 250                   |
| 5.  | The Usos                                                        | 1 | 202                   |
| 6.  | The World's Greatest Tag Team (Shelton Benjamin & Charlie Haas) | 2 | 180                   |
| 7.  | The Hart Dynasty (Tyson Kidd & David Hart Smith)                | 1 | 146                   |
| 7.  | Air Boom (Evan Bourne & Kofi Kingston)                          | 1 | 146                   |
| 9.  | The Bashan Brother (Doug & Danny)                               | 2 | 145                   |
| 10. | Jeri-Show (Chris Jericho & The Big Show)                        | 1 | 140                   |